# Ратуша Ауденарде
50°50′38″ пн. ш. 3°36′14″ сх. д. / 50.84375° пн. ш. 3.60375° сх. д.
 Ратуша Ауденарде (нідер: Stadhuisⓘ) у Бельгії була побудована за проектом архітектора Хендріка ван Педеа у 1526—1537 роках замість середньовічного Будинку Старійшин (Schepenhuis), що розташовувався на цьому самому місці. Інша старовинна будова, Суконні ряди, що датувалися 14-им століттям, була збережена і на сьогодення є свого роду розширенням у задній частині ратуші.

## Екстер'єр
Ратуша Ауденарде є зразком пізнього розквіту світської брабантинської готики, що несе стилістичні традиції ратуш таких міст, як Левен, Брюссель, та Мідделбург. Окрім аркади на першому поверсі та склепінчатої стелі, будівля відображає типові риси її регіональних попередників: пишно оздоблений фасад з підкреслено-арочними вікнами, що розділені накритими балдахіном нішами, та крутий дах з люкарнами, що оточений ажурним парапетом. Ніші, хоч і призначені для розміщення статуй, залишаються порожніми.
На вершині центральної вежі дзвіниці, що має шість поверхів з трьома терасами, кам'яний вінець підтримує позолочену мідну фігуру Ханса Воїна  (Hanske de Krijger), міфічного хранителя міста. Корона на вежі та двоголові орли понад мансардними вікнами засвідчують повагу до відомого гостя Ауденарде, Імператора Карла V, що був батьком Маргарити Пармської, та відвідав місто за кілька років до початку будівництва ратуші.

## Інтер'єр
Спочатку ратуша поєднувала торговельні та урядові функції, кімнати на першому поверсі були зарезервовані торговцями: Кукурудзяний Дім, Вагарня та Нижня суконна зала. Натепер на цьому поверсі розміщений туристичний офіс міста.

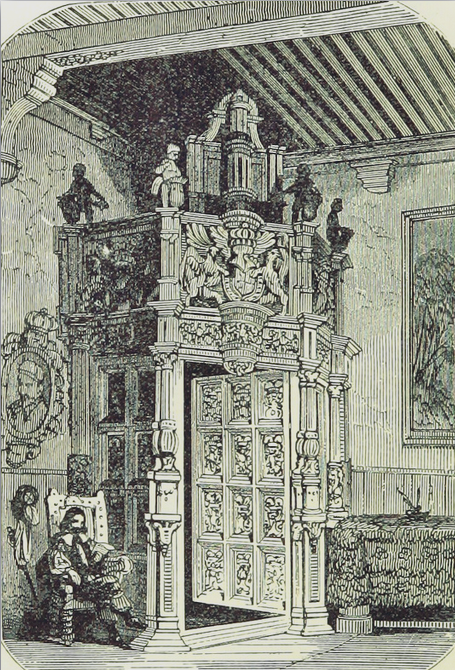
Портал Паувеля ван дер Шельдена

На другому поверсі знаходиться складний портал, створений Паувелем ван дер Шельденом, що відкриває прохід до Зали Старійшин (Schepenzaal), де збиралися старійшини Ауденарде. Народна Зала займає передню частину цього ж поверху, поруч з терасою з видом на ринкову площу. 
Це була головна зала для проведення прийомів, бенкетів та розваг.
Ратуша може похвалитися колекцією реліквій з минулого Ауденарде. Гобелени, що висять у Нижній Суконній залі та сусідній будівлі Суконної зали, є видом мистецтва, що приніс місту славу між 15 та 18 століттями. Іншою спеціалізацією Ауденарде були вироби з срібла, зразки яких виставлені на огляд у Срібній Кімнаті на третьому поверсі. Також, на третьому поверсі знаходиться міський музей, у якому виставлені різноманітні вироби місцевого мистецтва та рештки матеріальної культури.